# Snövit och sanningens vansinne

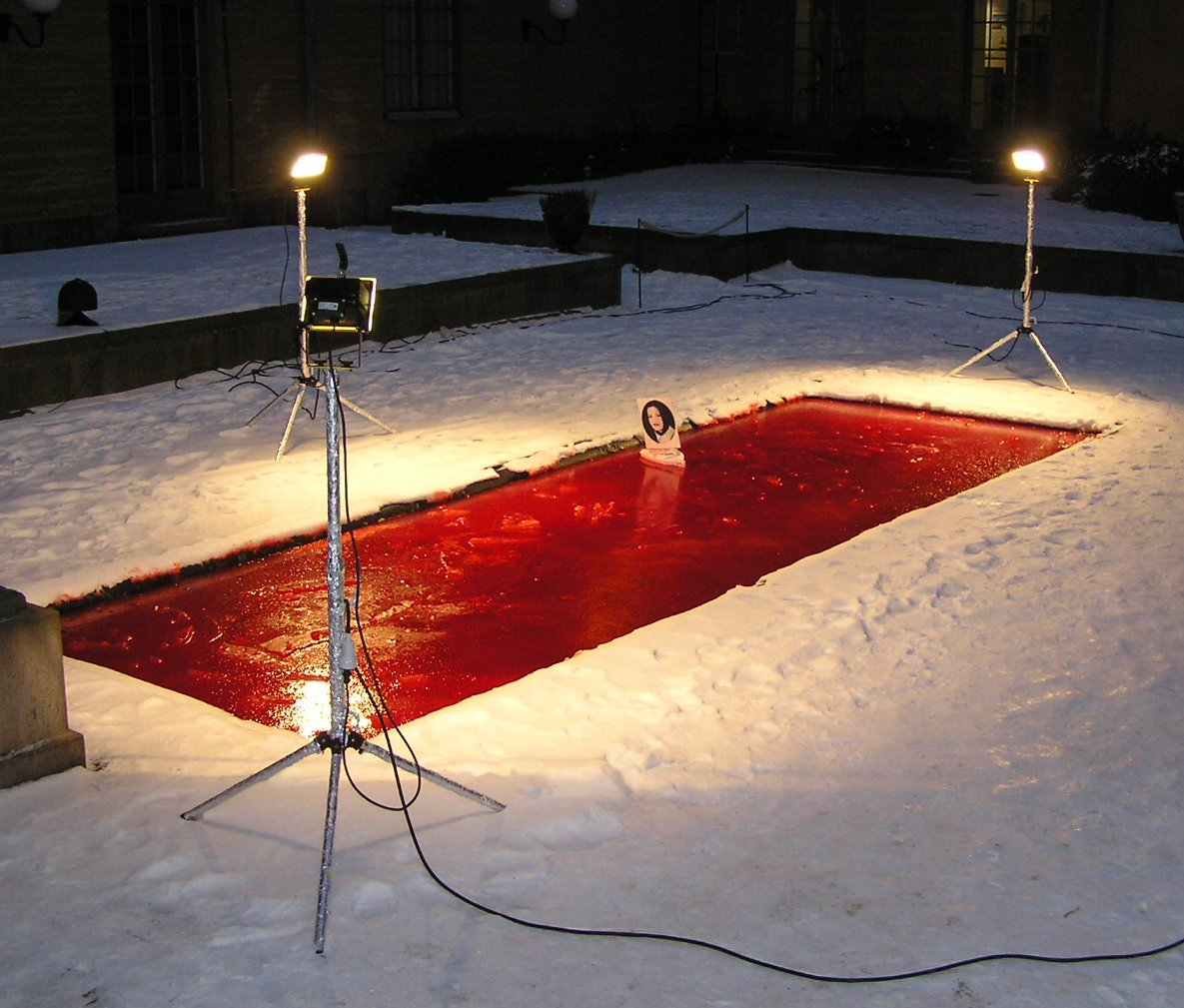
Snövit och sanningens vansinne.

Snövit och sanningens vansinne är ett konstverk av Dror Feiler och Gunilla Sköld Feiler. Det blev internationellt känt efter att Israels ambassadör Zvi Mazel vandaliserat konstverket den 16 januari 2004 genom att dra ur kontakten på två av strålkastarlamporna och slänga en av dem i vattnet och därigenom orsaka en kortslutning. Hela händelsen filmades av en dokumentärfilmare. Mazel har givit motstridiga uppgifter om attacken. Till svenska massmedia sade han att han först såg konstverket och sedan agerade i stundens hetta, men till israeliska media sade han att han planerat attacken i förväg, innan han ens sett konstverket.
Installationen bestod av en bassäng fylld med vatten som färgats rött för att likna blod. På vattnet drev en liten båt kallad "Snövit" med ett foto på självmordsbombaren Hanadi Jaradat som segel; en text satt på väggen och Bachs Mein Herze schwimmt im Blut (BWV 199) spelades. Senare intervjuades Dror Feiler i Nyhetsmorgon på TV4 (Mazel var inbjuden men avböjde att medverka) och förklarade att de som tror sig ha 100 procent av sanningen kommer att flyta i blod.
Enligt Gunilla Sköld Feiler valdes namnet Snövit bland annat för att Hanadi Jaradat på bilden såg ut som Snövit med svart hår, blek hy och röda läppar. 
Installationen var en del av konstutställningen Making Differences på Historiska museet. Den 18 januari 2004 blev utställningens konstnärligt ansvarige Thomas Nordanstad attackerad av en ännu oidentifierad man som försökte knuffa honom utför trapporna. Tiden efter händelsen sade han sig ha fått över 400 e-brev med diverse hot, men han påpekade att dessa inte kom från israeler eller judar. Konstnärerna fick tusentals hat- och hotmejl, brev och telefonsamtal med hot, och många av dessa kom från israeler, judar och kristna sionister. Dessutom uppgav Kristian Berg, ledare för museet att han fått många hot. På söndagen fick museets vakter avlägsna en grupp människor som försökte att sabotera installationen på nytt. En person lade en bild på Anna Lindhs mördare Mijailo Mijailović i poolen.
Det har förekommit en del spekulationer om varför en erfaren diplomat som Mazel skulle utföra en sådan handling. Enligt en analys i Dagens Nyheter kan det ha varit ett försök att misskreditera Sverige och EU genom att ge intrycket av att de är antisemiter för att få EU att undvika försöka mäkla fred i Mellanöstern.
År 2014 gav förlaget Ordfront ut boken Snow White and the Madness of Truth där konstnärerna och sex andra röster: Johan Hegardt, Dan Jönsson, Yitzhak Laor, Nurit Peled-Elhanan, Tiina Rosenberg och Torbjörn Tännsjö, kastar nytt ljus över installationen och händelsen.